# Nockebybanan
Nockebybanan — трамвайна лінія між Нокебю та Альвіком у західному передмісті Стокгольма, Швеція. 
Лінія довжиною 5,6 км є частиною мережі громадського транспорту Storstockholms Lokaltrafik і має пересадку на станції метро Альвік зі Стокгольмським метро і трамваєм Tvärbanan. 
«Nockebybanan», також відомий як лінія 12, управляється Arriva. 

## Історія
Перша частина нинішньої лінії до Аллепаркен була відкрита в 1914 році після будівництва понтонного мосту через Транебергсунд. 
Потім лінія була поступово продовжена на захід, досягнувши поточної кінцевої точки у Нокебю в 1929 році. 
На сході лінія була прокладена до Тегельбакена у центрі Стокгольма.
В 1934 році понтонний міст був замінений на новий стаціонарний Транебергсброн. 
Планування мережі метро почалося приблизно в цей час, і в 1944 році був побудований маршрут «Ängbybanan» від Альвіка до Окешова (а пізніше Ісландстор'єт), який спочатку обслуговувався трамваями. 
Переобладнання під стандарти метро відбулося в 1952 році, утворивши західну частину сучасної зеленої лінії стокгольмського метро. 
Таким чином, «Nockebybanan» був відрізаний від руху у місто і став підвозити пасажирів до станції пересадки Альвік.
«Nockebybanan» і Lidingöbanan були єдиними трамвайними лініями у Стокгольмському регіоні, що не були демонтовані із переходом на правосторонній рух в 1967 році. 
Двоспрямований рухомий склад був доступний на трамвайних лініях і його було легше перетворити на правосторонній рух, ніж решту мережі. 
Тепер трамваї курсують праворуч від Нокбю до передостанньої станції в Аллепаркен, де вони перетинають і їдуть ліворуч до Альвіку, дозволяючи кросплатформову пересадку з метро. 

До 1990-х років лінія та рухомий склад перебували в поганому стані, і очікувалося, що вони будуть демонтовані та замінені автобусами. 
В 1975 році лінія була перенумерована з 12 на 120, що відповідає схемі нумерації, яку використовують місцеві автобуси. 
Проте місцевим активістам вдалося врятувати лінію, і з червня 1997 року по червень 1998 року лінія була закрита та відремонтована, а з 1999 року були представлені нові трамваї Bombardier Flexity Swift (A32).

## Лінія
«Nockebybanan» має одну лінію (лінія 12) з десятьма зупинками, що прокладена від Нокебю до Альвіка в районі Бромма. 
На станції метро Альвік пасажири можуть скористатися кросплатформовою пересадкою, або перейти на зелену лінію стокгольмського метро (лінії 17, 18 і 19), або перейти на Tvärbanan (лінія 22) на платформи нижнього рівня. 
Трамвайні колії відокремлений від доріг, але має кілька залізничних переїздів. 
 
Час у дорозі від Альвіка до Нокбю становить 14 хвилин, з інтервалами від 6 хвилин у ранкові та вечірні піки та 20 хвилин у вечірі та вихідні дні. 

Типовий трафік у будні становить близько 11 800 пасажирів (станом на 2019 рік).

| Лінія | Маршрут        | Довжина | Зупинки | Пасажирообіг/день |
| ----- | -------------- | ------- | ------- | ----------------- |
| 12    | Нокбю – Альвік | 5.6 km  | 10      | 11 800            |

Лінія обслуговується 30-метровими трамваями Flexity Swift. 

Депо і центр управління рухом в Альвіку спільно з Твербананом.